# Bürgerinitiative Braunschweig
Die Bürgerinitiative Braunschweig, kurz BIBS, ist ein Zusammenschluss von Bürgerinitiativen und Einzelpersonen, die in Braunschweig kommunalpolitisch aktiv sind.
Die BIBS ist keine politische Partei, hat in sich keine satzungsgemäß festgeschriebene Organisationsstruktur und daher auch keine offiziell eingeschriebenen Mitglieder. Jeder Bürger aus Braunschweig und der Region kann in ihr aktiv sein, unabhängig von einer möglichen Parteizugehörigkeit. Ausgenommen sind geschichtsrevisionistische Positionen (z. B. Leugnung des Holocaust).
Zum ersten Mal wurde die BIBS bei der Kommunalwahl am 10. September 2006 mit 7 % der Stimmen in den Rat der Stadt Braunschweig gewählt und war dort bis Ende März 2009 mit vier Ratsmitgliedern vertreten. Am 23. März 2009 wechselten zwei der Ratsmitglieder zu den Grünen. Bei der Kommunalwahl am 11. September 2011 wurde die BIBS zum zweiten Mal in Folge als viertstärkste Kraft (4,8 %) in den Braunschweiger Stadtrat gewählt. Sie war damit seit Beginn der 18. Ratsperiode mit nunmehr drei Ratsmitgliedern vertreten. Fraktionsvorsitzender waren gemäß Rotationsprinzip zunächst Henning Jenzen, dann Peter Rosenbaum, schließlich Wolfgang Büchs. 
Bei der Kommunalwahl am 11. September 2016 konnte die BIBS ihr Ergebnis um 1,2 Prozentpunkte auf 6 % steigern. Seit dem 1. November 2016 ist die BIBS-Fraktion mit drei Vertretern im Rat der Stadt vertreten: Astrid Buchholz, Wolfgang Büchs und Henning Jenzen. Die Arbeit der BIBS-Ratsfraktion wird durch eine Geschäftsstelle unterstützt. Nachdem die BIBS von 2006 bis 2011 im Bezirksrat Nordstadt ein Mandat und im Bezirksrat Schunteraue zwei Mandate hatte, war die BIBS seit Beginn der neuen Wahlperiode 2011 in 10 von 19 Stadtbezirken vertreten.
Ab 2016 ist die BIBS nunmehr in 15 von 19 Stadtbezirksräte eingezogen, darunter in vier Bezirken mit je zwei Mandaten. In drei Bezirken stellt die BIBS stellvertretende Bezirksbürgermeister: Sabine Bartsch im Bezirk Schunteraue, Niels Salveter im Bezirk Timmerlah-Geitelde-Stiddien und Tatjana Jenzen im Bezirk Wabe-Schunter-Beberbach. Im Mai 2017 rückte Peter Rosenbaum für den aus beruflichen Gründen ausgeschiedenen Henning Jenzen in den Rat der Stadt nach. Im Dezember 2020 verließ Ratsherr Wolfgang Büchs die BIBS-Fraktion und nahm sein Mandat zu den Grünen mit. 
Bei den Kommunalwahlen am 12. September 2021 erreichte die BIBS 5,3 % und konnte damit wieder drei Vertreter in den Braunschweiger Rat entsenden, nämlich Tatjana Jenzen, Bianca Braunschweig und Bernhard Piest. Die BIBS ist außerdem nun in 11 von 12 Bezirksräten vertreten und stellt mit Sabine Bartsch im Bezirk Nordstadt/Schunteraue und Uwe Ohlhafer im Bezirk Hondelage/Volkmarode zwei stellvertretende Bezirksbürgermeister. Für Tatjana Jenzen rückte Silke Arning in den Rat nach. 